# Zieleniki
Zieleniki (Chloropseidae) – monotypowa rodzina małych lub średnich ptaków z podrzędu śpiewających (Oscines) w obrębie rzędu wróblowych (Passeriformes).

## Rozmieszczenie geograficzne
Rodzina obejmuje gatunki występujące w południowej i południowo-wschodniej Azji.

## Charakterystyka
W upierzeniu większości gatunków dominuje zieleń, co maskuje je wśród liści. Długość ciała 14–21 cm; masa ciała samców 20–48,2 g, samic 18,5–41,2 g. Są delikatne, mają wyprostowaną postawę. Samice i młode zwykle jednolicie zielone.
Zjadają różne rzeczy, zwykle owady, nektar i owoce. Mniejsze połykają w całości. Z większymi radzą sobie, rozgniatając je w dziobie i obracając, aby soki i miąższ spływały im do gardła.

## Systematyka
Rodzaj Chloropsis zdefiniowała w 1827 roku para brytyjskich ornitologów, Szkot William Jardine i Anglik Prideaux John Selby, w publikacji własnego autorstwa poświęconej ilustracjom ornitologicznym. Gatunkiem typowym jest (oryginalne oznaczenie) zielenik maskowy (Ch. cochinchinensis).

### Etymologia
Chloropsis: gr. χλωρος khlōros ‘zielony’; οψις opsis ‘wygląd’.

### Podział systematyczny
Taksonem siostrzanym w stosunku do Chloropseidae jest Irenidae, lecz jest to kwestionowane przez niektórych autorów. Do rodziny należy jeden rodzaj z następującymi gatunkami:
- Chloropsis media (Bonaparte, 1850) – zielenik sumatrzański
- Chloropsis sonnerati Jardine & Selby, 1827 – zielenik duży
- Chloropsis cyanopogon (Temminck, 1830) – zielenik niebieskowąsy
- Chloropsis palawanensis (Sharpe, 1876) – zielenik palawański
- Chloropsis flavipennis (Tweeddale, 1878) – zielenik żółtopióry
- Chloropsis aurifrons (Temminck, 1829) – zielenik złotoczelny
- Chloropsis venusta (Bonaparte, 1850) – zielenik modroczelny
- Chloropsis jerdoni (Blyth, 1844) – zielenik dekański
- Chloropsis hardwickii Jardine & Selby, 1830 – zielenik złotobrzuchy
- Chloropsis kinabaluensis Sharpe, 1877 – zielenik górski
- Chloropsis moluccensis J.E. Gray, 1831 – zielenik błękitnoskrzydły
- Chloropsis cochinchinensis (J.F. Gmelin, 1789) – zielenik maskowy